# Щеняев, Семен Исаевич
Семен Исаевич Щеняев (род. 16 февраля 1951, Волгоград) — заслуженный тренер России[уточнить].

## Карьера
Окончил Волгоградскую государственную академию физической культуры в 1977 году. Служил в рядах Советской Армии (1969—1971). С 1974 по 1987 год тренер спортклуба «Монолит». С 1987 года является тренером спортклуба «Локомотив». Тренер МОУ СДЮСШОР № 9 (1999—2001). Старший тренер Волгоградского училища олимпийского резерва (с 2007). Подготовил 18 мастеров спорта РФ, 2 мастера спорта международного класса: А. Никитин, участник Кубка мира в Таиланде (1994), и А. Степанов, финалист чемпионата мира в Хьюстоне (США, 1999).

## Награды
Награждён знаком «Заслуженный тренер Российской Федерации», «Отличник физической культуры РФ», дипломами и грамотами Госкомспорта РФ, администрации Волгоградской области.

## Семья
- Жена Таисия Александровна, техник-фармацевт.
- Сын Евгений, окончил Архитектурно-строительную академию, менеджер.
- Сын Роман, окончил Волгоградскую Академию Физ.культуры, предприниматель.